# Richard Hill
Richard Anthony Hill (Dormansland, 23 de mayo de 1973) es un ex–jugador británico de rugby que se desempeñaba como ala. Fue internacional con La Rosa de 1997 a 2004 y representó a los British and Irish Lions.

## Selección nacional
Fue seleccionado a La Rosa por primera vez para el Torneo de las Cinco Naciones 1997 y debutó contra el XV del Cardo.
En total jugó 71 partidos y marcó 60 puntos, productos de doce tries.

### Participaciones en Copas del Mundo
Disputó los mundiales de Gales 1999 Australia 2003 donde se consagró campeón del Mundo.
| Mundial                       | Sede      | Resultado        | PJ | Tries |
| ----------------------------- | --------- | ---------------- | -- | ----- |
| Copa Mundial de Rugby de 1999 | Gales     | Cuartos de final | 5  | 2     |
| Copa Mundial de Rugby de 2003 | Australia | Campeón          | 3  | 0     |

### Leones Británicos
Los British and Irish Lions, a cargo de Clive Woodward, lo seleccionaron para disputar las giras a Sudáfrica 1997, Australia 2001 y Nueva Zelanda 2005.
En Nueva Zelanda 2005 Hill jugó uno de los test matches contra los All Blacks y no marcó puntos, este tour está considerado el peor de la historia porque los Lions fueron destrozados 3–0; perdieron todos los partidos por 20 puntos, estuvieron débiles en la defensa y se los vio muy desordenados tácticamente.

## Palmarés
- Campeón del Torneo de las Seis Naciones de 2000, 2001 y 2003.
- Campeón de la Anglo-Welsh Cup de 1997–98.